# Dammuso

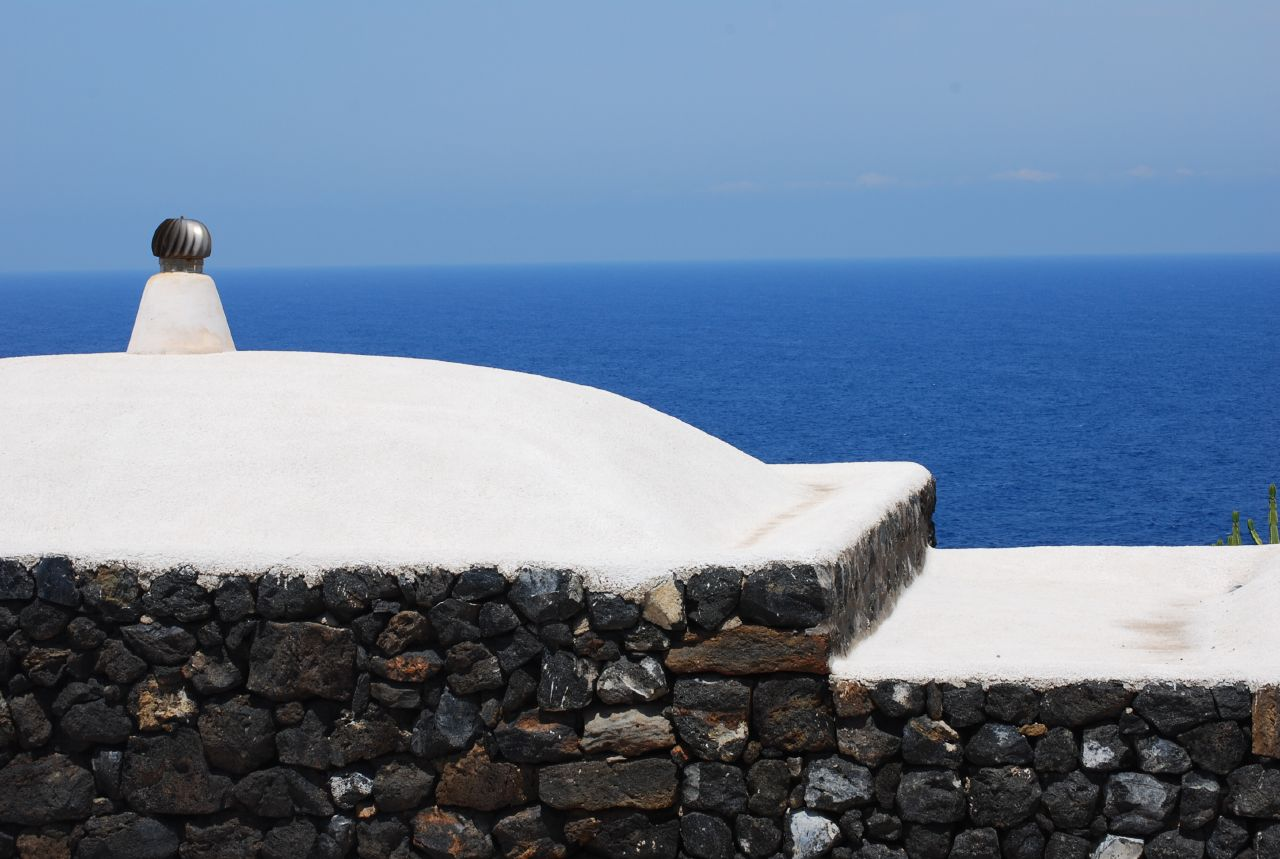
Tipico tetto a volta del dammuso

Con il termine dammuso,  derivato dal siciliano dammusu che vuol dire "volta" o "intradosso", s'indica una struttura architettonica in pietra, tipicamente siciliana di derivazione arabeggiante: la casa tradizionale dell'isola di Pantelleria.

## Descrizione
La struttura del dammuso sembra essere il frutto della rielaborazione di due fondamentali strutture ad esso precedenti: il cumulo, per quanto riguarda l'aspetto esterno, e la cisterna, che ha invece influenzato la costruzione dell'interno.
Gli esemplari più semplici sono costruzioni in pietra lavica locale, murata a secco con duplice paramento di pietre sbozzate a spacco e mura di notevole spessore. La pianta è generalmente quadrangolare ed è sormontata da una copertura a cupola o più raramente a botte, imbiancata a calce e usata per la raccolta delle acque piovane che alimentano le cisterne. Caratteristici elementi di arredo architettonico del dammuso pantesco sono la casena (nicchia nelle pareti), la ducchena (banchina in pietra addossata alle pareti), la pinnata (tettoia con travature in legno e copertura di canne) e il passiaturi (sorta di corridoio scoperto per il collegamento di ambienti diversi).
Se è composto da un unico vano è chiamato sardune, se sono di più loku.

## Storia

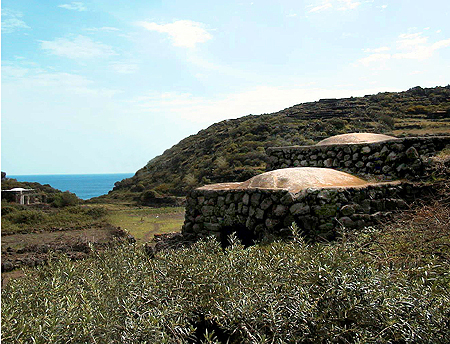
Dammusi tradizionali a Pantelleria

Il tipico dammuso dell'isola di Pantelleria è di origini incerte, ma molto remote. Si trova più recentemente anche nell'isola di Lampedusa.
Il primo cumulo sull'isola, risalente già all'età del bronzo, fu costruito dai Sesioti. Per la costruzione di questo tipo di struttura venivano usate pietre lavorate, incastrate tra di loro senza l'ausilio di alcun materiale unificante.
La cisterna invece permetteva l'accumulo di acqua. Essa consisteva in una fossa che, dopo essere stata murata, veniva coperta attraverso l'ausilio della pseudo-volta, elemento del tutto innovativo.
Il vero momento di svolta per l'architettura pantesca fu la colonizzazione da parte degli Arabi avvenuta nell'835 d.C. la quale determinò l'avvento dell'era del dammuso. Gli Arabi infatti modificarono la pianta delle strutture abitative che da circolare diventò quadrangolare e scoprirono la tecnica dello squadro murario. Tale tecnica permise loro l'allineamento di più unità cellulari e questo favorì la creazione di un tessuto edilizio compatto. Sempre agli Arabi si deve la rivalutazione dei materiali locali: la pietra lavica e il tufo vulcanico. Altra importante modifica riguardò le volte che furono perfezionate e innovate divenendo l'elemento fondamentale dei dammusi.

## Tipi

### Sardune
Il "sardune", prima forma assunta dal dammuso, è una struttura che consiste in un unico vano con tetto a cupola. Esempi di tale struttura sono ancora visibili sull'isola e particolarmente evidente è il fatto che ognuna di queste si trovi in mezzo ai terreni agricoli, dove il contadino si recava per lavorare la terra. Infatti, il sardune era lo spazio all'interno del quale il coltivatore poteva recarsi durante le sue pause lavorative.
La costruzione del sardune era preceduta da quella dei muretti a secco che servivano a delimitare le varie proprietà terriere. Dopo aver costruito tali muretti si decideva la collocazione della struttura.
Nei posti più lontani e difficili da raggiungere al sardune si affiancava un altro piccolo dammuso, nonché la stalla per l'asino pantesco, che era di vitale importanza per il contadino dell'isola. La stalla veniva costruita tra il sardune e i terrazzamenti in maniera tale da controbilanciare la spinta della volta maggiore.

### Dammuso di campagna
Il dammuso di campagna, detto anche "loku", è l'evoluzione del sardune. Diversamente da quest'ultimo, il dammuso di campagna ospitava tutta la famiglia la quale vi si recava e vi soggiornava per la lavorazione e la trasformazione dei prodotti agricoli. Le diverse attività che si svolgevano all'interno del loku hanno avuto un risvolto concreto per quel che concerne la sua organizzazione spaziale, molto più complessa rispetto a quella del sardune.
Analizzando i costituenti del dammuso di campagna si notano le due principali zone: una centrale, dedicata alla vita famigliare, e il resto della struttura, destinata allo svolgimento dei lavori.
Tra i costituenti onnipresenti vi è la cisterna la quale è il punto finale del sistema di raccolta delle acque piovane: l’acqua, dai tetti a cupola, viene immessa tramite la canalata nella cisterna che normalmente è posta sotto il piano del terreno.
Altro elemento evidente in tutti i dammusi di campagna è lo "stinniture": una superficie piana usata per far appassire l'uva al sole. Lo stinniture è addossato al muro esposto a Sud, in modo da rendere l'essiccazione più veloce.
Altra componente fondamentale è l'"aira": una superficie piana in tufo vulcanico battuto delimitata da pietre tagliate alte tra i 30 e 50 centimetri e poste in maniera tale da formare una circonferenza. Le aire ormai non sono più in funzione ma prima, al centro di questa, vi era un palo al quale veniva legato l'asino che, girando intorno, provvedeva a liberare i semi dei cereali sparsi per tutta la superficie dell'aira.

### Dammuso abitativo

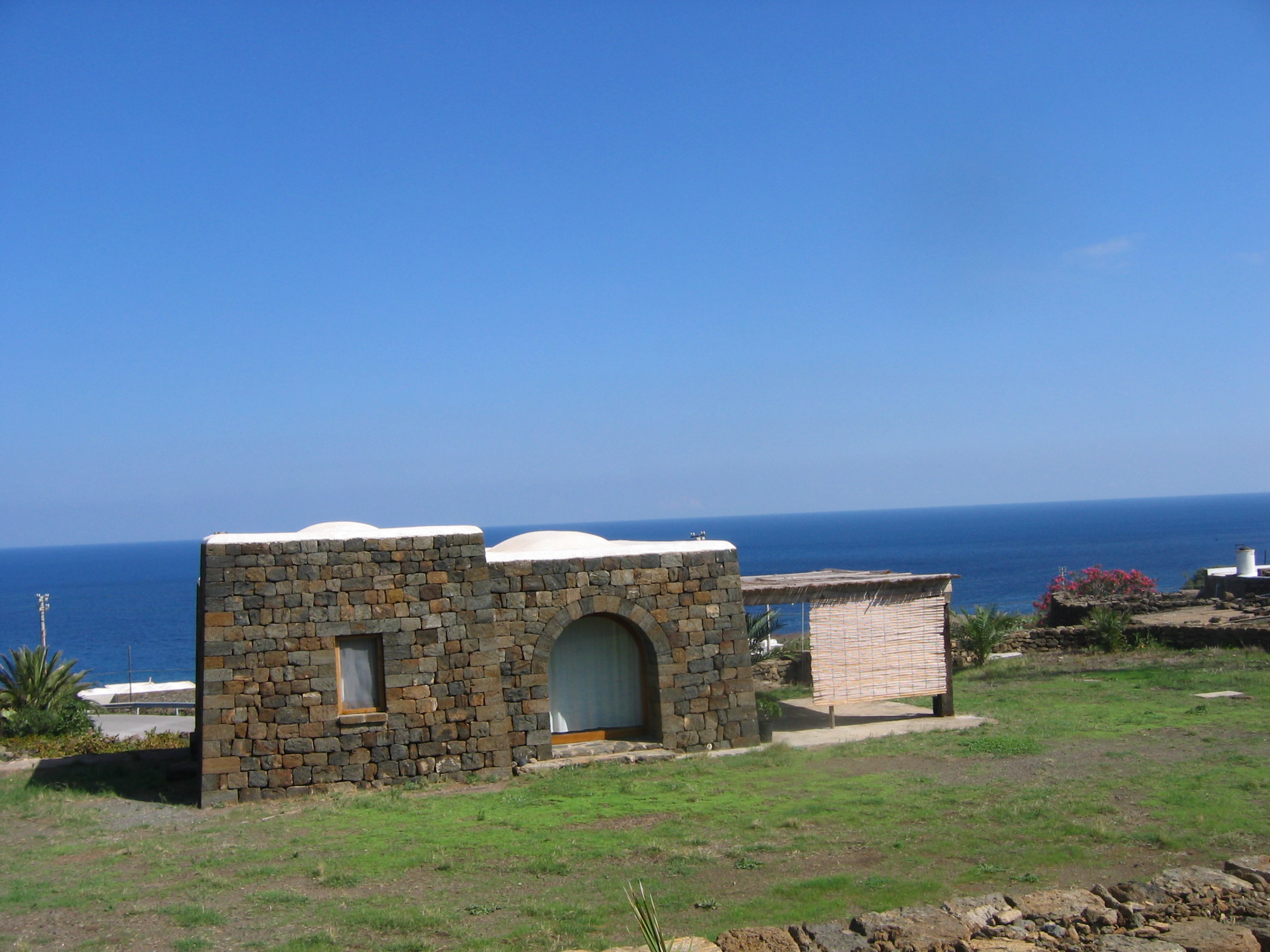
Un dammuso d'abitazione

Questa tipologia di dammuso si trova all'interno delle contrade. Il dammuso di abitazione rappresenta la principale caratteristica della cultura pantesca, cioè la volontà di condivisione e di dialogo con i vicini. Proprio per tale motivo, il dammuso non è mai isolato e presenta degli spazi dedicati alla socialità, quali il "passiature" e la "ducchena". I due sono complementari in quanto il primo, un vero e proprio terrazzo, è delimitato dalla "ducchena", una struttura muraria che permette alle persone di sedersi e rilassarsi.
Il "passiature" si presenta in maniera differente in base alla contrada nella quale viene edificato il dammuso. Infatti, a Sud dell'isola, il "passiature" 
è spesso coperto da archi i quali funzionano da schermo per il sole e riparano dall'umidità della sera. Invece, a Nord dell'isola, al fine di creare un "passiature" coperto si usano dei tralicci attraverso i quali si fa inerpicare la vite.
Per quanto riguarda l'aspetto esteriore, il dammuso di abitazione, soprattutto sulla zona Sud dell'isola, viene intonacato usando colori chiari, in molti casi completamente di bianco; una cornice rosa circonda gli infissi e sottolinea i bordi del dammuso. 
La forma è tipicamente quadrangolare; questo facilita il costruttore per un eventuale ampliamento. Internamente invece si trovano, come per il dammuso di campagna, l'alcova e il camerino, che vengono impreziosite attraverso l'utilizzo delle mattonelle in ceramica e attraverso l'arricchimento delle volte con archi e lunette.

## Le grotte degli Iblei

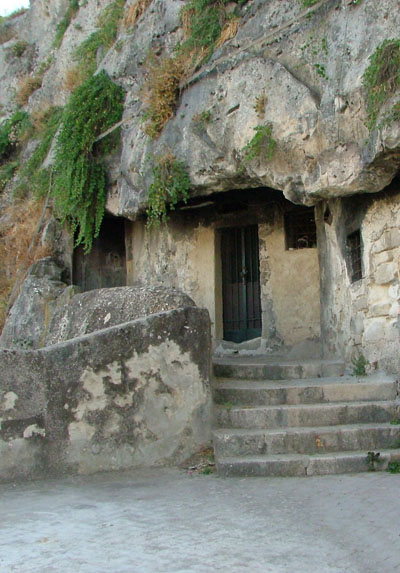
Grotta a Modica

Il carsismo tipico di una parte dei monti Iblei ha creato tutto un sistema di aggrottati che hanno favorito la creazione di piccoli villaggi delle popolazioni preistoriche: queste grotte vengono chiamate dagli abitanti del luogo dammusi. Le antiche popolazioni sicule si erano stabilite nel territorio ibleo già nell'VIII secolo a.C. scavando nuove grotte accanto a quelle naturali. Durante i secoli tali grotte sono state adibite dapprima a tombe, e poi di nuovo ad abitazioni. Con la dominazione araba le grotte sono state ampliate prima con delle costruzioni in legno e poi con delle definitive case in muratura a secco. A Modica le piccole abitazioni della parte storica della città conservano a tutt'oggi questa importante testimonianza del passato. Nella zona di Palazzolo Acreide e Sortino i dammusi sono diffusissimi e, se non costruiti sfruttando grotte esistenti, sono anche realizzati con archi a tutto sesto in pietra calcarea, a "foderare" la grotta o ad ampliarne la parte coperta.